# David Belasco
David Belasco (San Francisco, California, 25 de julio de 1853 - Nueva York,  14 de mayo de 1931) fue un dramaturgo y productor teatral estadounidense de origen sefardí.
Actuó en compañías teatrales ambulantes antes de convertirse en director de escena en 1880. Se volvió productor independiente en 1890 y estableció su propio teatro en 1906, donde aplicó ciertos cambios fuera de lo común en la iluminación de los escenarios y usó paisajes realistas.
Luchó triunfalmente en contra del acaparador Sindicato Teatral y colaboró en numerosas obras como Madama Butterfly de 1900 y La fanciulla del West de 1905, las cuales a su vez fueron hechas óperas por el compositor Giacomo Puccini.